# Никола Тузсузов
Никола Пенев Тузсузов е български художник – сценограф, илюстратор, шрифтописец. Автор на множество графики, илюстрации, сценографски решения, карикатури. Съпругата му Невена Тузсузова също е известна илюстраторка.

## Биография
Тузсузов е роден на 22 февруари 1900 г. в град Провадия. През 1931 г. завършва Художествената академия в София със специалност декоративно изкуство в класа на проф. Стефан Баджов. Две години по-късно става член на дружество „Родно изкуство“, а след преминаването в Съюза на българските художници – негов председател (1942 – 1943). Става преподавател и доцент по шрифт в Художествената академия през 1949 г.
Тузсузов прави сценографиите за „От Дунав до Бяло море“ от Тома Спространов, „Ернаи“ от Виктор Юго, „Гераците“ по Елин Пелин и др. Илюстрира Ран Босилек, Елин Пелин, Ангел Каралийчев, Асен Разцветников. Прави пространственото оформление на българските палати в панаирите в Прага, Париж, Виена, Будапеща.
Той е един от първите български илюстратори и шрифтописци, който е започнал да оформя шрифта с перо, за нуждите на приложни творби и корици. През 1946 г. издава албума „Украсни шрифтове“, съдържащ негови творби.
Умира на 22 юли 1997 г. в София.